# بحيرة 69
بحيرة 69 (الإسبانية: Laguna 69) هي بحيرة صغيرة بالقرب من مدينة هواراس، في إقليم أنكاش، بيرو. إنها واحدة من أكثر من 400 بحيرة تشكل جزءًا من حديقة هواسكاران Huascarán الوطنية ومحمية اليونسكو للمحيط الحيوي وموقع التراث العالمي. في موسم الذوبان، تتغذى البحيرة من شلال شاكراراجو Chacraraju.